# Hugo III van Rethel
Hugo III van Rethel (overleden in 1243) was van 1227 of 1228 tot aan zijn dood graaf van Rethel. Hij behoorde tot het huis Rethel.

## Levensloop
Hugo III was de oudste zoon van graaf Hugo II van Rethel uit diens huwelijk met Felicitas van Broyes, vrouwe van Beaufort en Ramerupt. Na de dood van zijn vader tussen mei 1227 en februari 1228 werd hij graaf van Rethel.
Rond 1218 huwde hij met zijn eerste echtgenote Mabilla van Bailleul, burggravin van Ieper en Bailleul. Ze kregen volgende kinderen:
- Jan (1219-1243), huwde met Maria van Oudenaarde
- Felicitas (overleden in 1248)

Nadat Hugo weduwnaar was geworden, hertrouwde hij in 1239 met Johanna van Mézière (overleden in 1246), dochter van heer Willem III van Dampierre en Margaretha van Constantinopel, gravin van Vlaanderen en Henegouwen. Het huwelijk bleef kinderloos.
In 1243 overleed Hugo III van Rethel. Aangezien hij zijn zoon Jan had overleefd, werd hij als graaf van Rethel opgevolgd door zijn jongere broer, die ook Jan heette. Zijn weduwe Johanna hertrouwde met graaf Theobald II van Bar.